# Hilophyllus martinezi
Hilophyllus martinezi là một loài bọ cánh cứng trong họ Lucanidae. Loài này được Paulsen mô tả khoa học năm 2006.